# Paul Daimler

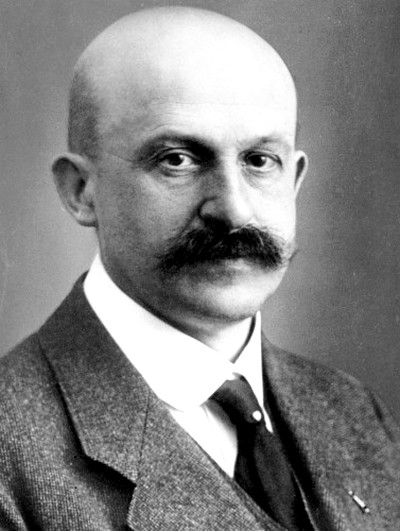
Paul Daimler in 1910

Paul Daimler (Karlsruhe, 13 september 1869 - Berlijn, 15 december 1945) was een Duitse ingenieur en de oudste van de vijf kinderen van Gottlieb Daimler uit zijn eerste huwelijk.

## Carrière
Op 10 november 1885 ondernam hij een reis van Cannstatt naar Untertürkheim met de  reitwagen van zijn vader, de eerste motorfiets ter wereld. Na zijn studie aan de Technische Universiteit van Stuttgart werkte hij aanvankelijk in het bedrijf van zijn vader in Cannstatt onder Wilhelm Maybach. In 1899 ontwierp hij een kleine stadsauto met een 1,4-liter tweecilinder lijnmotor. De eerste twee prototypes, tweezitters met kettingaandrijving, waren eind 1901 klaar. In 1902 werd een derde prototype voorgesteld, een vierzitter tonneau. De auto, binnen het bedrijf gekend als de "Paul Daimler auto", ging echter nooit in productie om interne concurrentie met de Mercedes-modellen van Maybach te vermijden.
In 1902 werd hij hoofdontwerper bij Österreichische Daimler Motoren Gesellschaft in Wiener Neustadt. Hij bouwde er onder andere de Austro-Daimler Panzerwagen met vierwielaandrijving uit 1906. In 1907 volgde hij Wilhelm Maybach op als technisch directeur van Daimler Motoren Gesellschaft in Untertürkheim met fabrieken in Berlin-Marienfelde en Sindelfingen.
Op 1 juli 1923 trad hij in dienst bij Argus Motoren Gesellschaft als hoofdontwerper, waar hij tot 1928 verantwoordelijk was voor de ontwikkeling van Horch-motoren en vliegtuigmotoren. Hij ontwierp de hydraulische klepstoters, die in 1931 voor het eerst in de Duitse auto-industrie gebruikt werden in de Horch 670. In de Verenigde Staten werden ze al in 1930 toegepast in de zestiencilinder V-motor van de Cadillac 452.
Na zijn vertrek bij Argus Motoren Gesellschaft woonde en werkte hij als consultant in Berlijn, waar hij in 1945 overleed.

## Fotogalerij

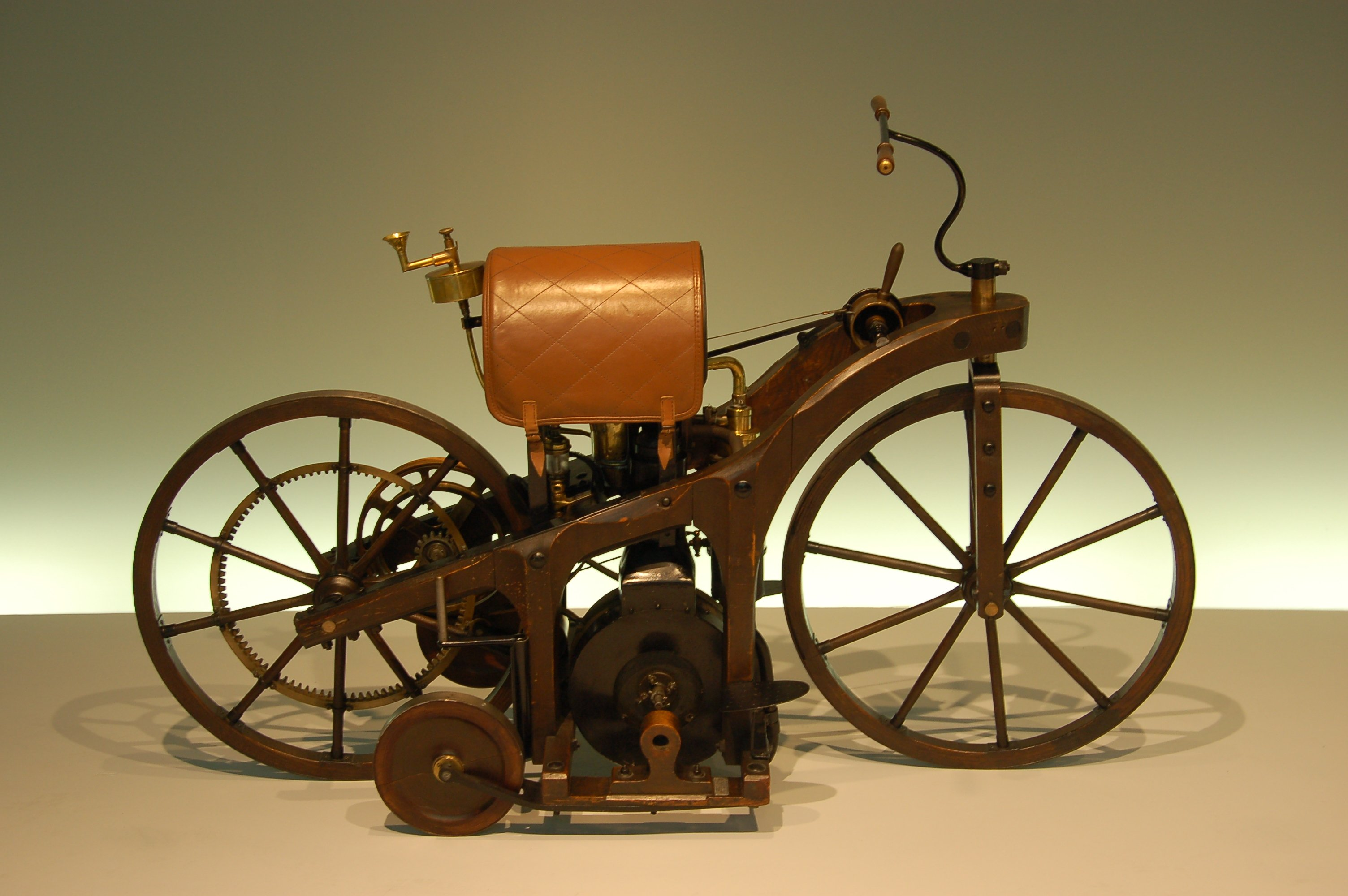
De reitwagen van Daimler in het Mercedes-Benz Museum
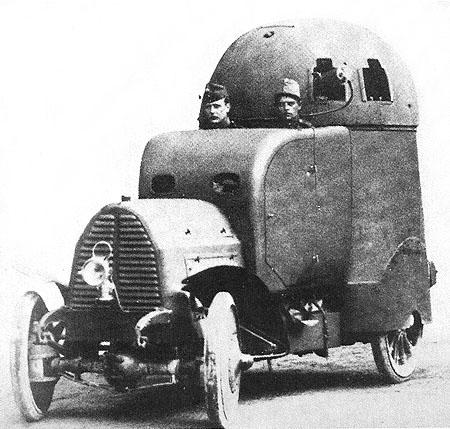
De Austro-Daimler pantserwagen

## Publicaties
- (en) Paul DAIMLER, The Development of the Petroleum Automobile, Engineering Magazine XXII, december 1901.